# 青木作雄

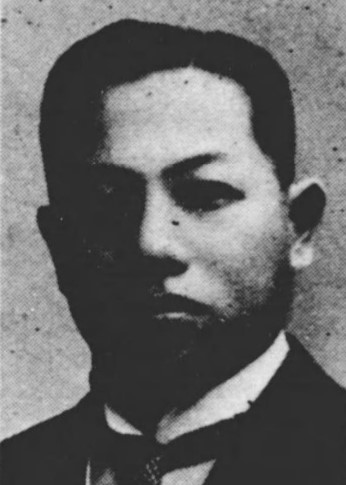
青木作雄

青木 作雄（あおき さくお、1898年〈明治31年〉2月3日 - 1985年〈昭和60年〉8月6日）は、日本の政治家（衆議院議員、山口県会議員、下関市会議員）、家主、山口県多額納税者、会社役員。山陽ビルディング取締役。

## 経歴
山口県下関市出身。青木平七の長男。1920年、東京高等商業学校（現一橋大学）卒業。広島高等工業学校に学んだ。
古河合名調査課、百十銀行貸付係等歴勤。1923年、家督を相続した。1927年、家業を継いだ。貸家業を営んだ。陸軍三等主計に任ぜられた。
下関市会議員、同参事会員、山口県会議員、同参事会員等となる。1937年、衆議院議員に選ばれ、1期務めた。興亜議員同盟、東方会に所属した。
戦後、公職追放となり、追放解除後は1956年から自民党山口県連顧問を務めた。1985年8月6日、脳血栓のため死去。

## 人物
安倍寛の盟友だった。
宗教は仏教。趣味はスポーツ、読書。住所は山口県下関市長崎町。

## 家族・親族
青木家
- 父・平七[6][10]
- 母・ヒデ（1876年 - ?、山口、津守虎松の養子）[6][10]
- 妹・茂乃（1902年 - ?、山口、小林恒一の妻）[6][10][15]
- 妻・セツ子（1904年 - ?、山口、北川茂の妹）[6][10]
- 男・平治（1915年 - ?）[6][10]
- 長女[10]
- 二女[10]

親戚
- 妹の夫・小林恒一（下関市丸山町在住の家主）[15]